# Мороз, Яков Моисеевич
Яков Моисеевич Мороз (Мороз-Иосема, Иоссем-Мороз) (1898 — 21 января 1940, Москва) — начальник Ухтпечлага с момента основания и до расформирования, старший майор государственной безопасности (1936).

## Биография
Родился в семье кустарей-кожевников, еврей. Получил низшее образование, окончив два класса, затем самоучка. С 1914 по 1916 год состоял в партии «Поалей Цион». Рабочий-строгальщик в Оренбурге, там же в мае 1918 года был принят в партию большевиков. В 1918—1919 годах красногвардеец, следователь и член военного трибунала ВЧК. В 1919—1928 годах чекист в системе ОГПУ в городе Баку.
В феврале 1929 года в связи с делом Азербайджанского ГПУ коллегией ОГПУ приговорён к семи годам лишения свободы как участник незаконного расстрела рабочего (за превышение власти). В сентябре 1931 года по пересмотру дел Президиумом ВЦИК освобождён досрочно, а ОГПУ восстановило его на работе в своих органах. Тогда же решением Центральной контрольной комиссии по ходатайству членов ЦК ВКП(б) Орджоникидзе и Ягоды восстановлен в рядах партии. Со 2 ноября 1929 года начальник Ухтинской экспедиции Управления северных лагерей ОГПУ особого назначения (УСЕВЛОН), с июля 1931 по август 1938 года начальник Ухтпечлага ОГПУ—НКВД. Проживал в Коми АССР, посёлок Чибью.
В 1938 году Я. М. Морозу были предъявлены обвинения в «преступной бесхозяйственности» и «пособничестве врагам народа». Арестован 21 августа 1938 года, а через 5 дней, 26 августа на собрании партийного актива лагеря одобрен приказ НКВД о снятии с работы и предании суду бывшего начальника Ухтпечлага Я. М. Мороза и главного инженера Ю. К. Максимовича. 16 сентября на собрании членов ВКП(б) управления и политотдела Ухтпечлага Я. М. Мороз как враг народа, проводивший организованную вредительскую деятельность в лагере, исключён из рядов ВКП(б). Приговорён Военной коллегией Верховного суда СССР (ВКВС) 19 января 1940 года по обвинению в участии в контрреволюционной террористической заговорщической организации. Расстрелян через два дня после вынесения приговора 21 января. Захоронен на территории Донского кладбища. Определением ВКВС СССР от 18 ноября 1958 года реабилитирован.

### Звания
- старший майор государственной безопасности, 19 июля 1936 года.

### Награды
- орден Красного Знамени и именное оружие за борьбу с бандитизмом на Каспии (постановление ЦИК СССР в 1925 году).
- орден Трудового Красного Знамени за освоение богатств Севера (3 апреля 1936 года).
- приказом ОГПУ № 32 от 20 февраля 1933 года нефтяному промыслу № 3 на реке Яреге было присвоено имя Я. М. Мороза.

## Воспоминания бывших заключённых
Знаменитый Мороз — начальник Ухтинских лагерей заявлял, что ему не нужны ни машины, ни лошади: «дайте побольше з/к — и он построит железную дорогу не только до Воркуты, а и через Северный полюс». Деятель этот был готов мостить болота заключёнными, бросал их запросто работать в стылую зимнюю тайгу без палаток — у костра погреются! — без котлов для варки пищи — обойдутся без горячего! Но так как никто с него не спрашивал за «потери в живой силе», то и пользовался он до поры до времени славой энергичного, инициативного деятеля. Я видел Мороза возле локомотива — первенца будущего движения, только что НА РУКАХ выгруженного с понтона. Мороз витийствовал перед свитой — необходимо, мол, срочно, развести пары, чтобы тотчас — до прокладки рельсов! — огласить окрестности паровозным гудком. Тут же было отдано распоряжение: натаскать воды в котел и разжечь топку!